# Вестгейт (Флорида)
Вестгейт (англ. Westgate) — переписна місцевість (CDP) в США, в окрузі Палм-Біч штату Флорида. Населення — 8435 осіб (2020).

## Географія
Вестгейт розташований за координатами 26°41′58″ пн. ш. 80°5′56″ зх. д. / 26.69944° пн. ш. 80.09889° зх. д. (26.699407, -80.098805).  За даними Бюро перепису населення США в 2010 році переписна місцевість мала площу 3,92 км², уся площа — суходіл.

## Демографія
Згідно з переписом 2010 року, у переписній місцевості мешкало 7975 осіб у 2203 домогосподарствах у складі 1685 родин. Густота населення становила 2034 особи/км².  Було 2443 помешкання (623/км²).
Расовий склад населення:
| - 41,2 % — білих - 37,1 % — чорних або афроамериканців - 1,7 % — азіатів - 0,9 % — корінних американців - 0,2 % — вихідців з тихоокеанських островів - 13,6 % — осіб інших рас |

До двох чи більше рас належало 5,4 %. Частка іспаномовних становила 41,6 % від усіх жителів.
За віковим діапазоном населення розподілялося таким чином: 32,6 % — особи молодші 18 років, 61,9 % — особи у віці 18—64 років, 5,5 % — особи у віці 65 років та старші. Медіана віку мешканця становила 27,6 року. На 100 осіб жіночої статі у переписній місцевості припадало 106,0 чоловіків;  на 100 жінок у віці від 18 років та старших — 109,0 чоловіків також старших 18 років.
Середній дохід на одне домашнє господарство  становив 36 044 долари США (медіана — 27 304), а середній дохід на одну сім'ю — 34 956 доларів (медіана — 27 449). Медіана доходів становила 23 919 доларів для чоловіків та 21 667 доларів для жінок. За межею бідності перебувало 38,2 % осіб, у тому числі 55,6 % дітей у віці до 18 років та 23,0 % осіб у віці 65 років та старших.
Цивільне працевлаштоване населення становило 3285 осіб. Основні галузі зайнятості: мистецтво, розваги та відпочинок — 23,3 %, науковці, спеціалісти, менеджери — 20,2 %, роздрібна торгівля — 16,5 %.